# Żmigród
Żmigród, en alemán: Trachenberg, es una ciudad en el distrito de Trzebnica, voivodato de Baja Silesia, en el suroeste de Polonia. Es la capital del municipio llamado Żmigród. Hasta 1945 era parte de Alemania.
La ciudad se encuentra a aproximadamente 22 kilómetros al noroeste de Trzebnica y a 40 kilómetros al norte de la capital regional Breslavia.
En 2006 contaba con una población de 6573 habitantes.